# Підлітки-мутанти Черепашки-ніндзя
Підлітки-мутанти Черепашки-ніндзя (англ. Teenage Mutant Ninja Turtles) — американський мультсеріал про Черепашок-ніндзя, який виходив протягом 1987—1996 років. В Україні серіал транслювався на телеканалах «Перший», «1+1», «Інтер», «ICTV», «QTV», «ТЕТ» і «НТН».

## Сюжет
Черепашки-мутанти Леонардо, Донателло, Рафаель і Мікеланджело з допомогою їх наставника, щура-мутанта Сплінтера, який у минулому був майстром ніндзя, та з репортеркою Ейпріл О'Ніл борються зі злом у обличчі істоти Кренга з Виміру Ікс та його союзником, ніндзя Шреддером, давнім ворогом Сплінтера та багатьма іншими злочинцями. За весь серіал у Черепашок з'являється не лише багато ворогів, але й союзників — борця зі злочинністю Кейсі Джонсом, відомим своїми жорстокими методами, команду підлітків Нейтрино з Виміру Ікс, супергероя Людину-жука, підлітка Зака, молодого мотоцикліста Картера та відважних жаб-панків.

## Персонажі
- Леонардо — Сем Кларк, Білл Уайз
- Рафаель — Роб Полсен, Том Пінто, Гел Райл, Майкл Гаф
- Мікеланджело — Таунсенд Коулмен
- Донателло — Баррі Гордон, Грег Берг
- Майстер Сплінтер — Пітер Ренедей, Тайнсенд Коулмен
- Ейпріл О'Ніл — Рене Якобз
- Кренг — Пат Фрелі, Таунсенд Коулмен
- Шреддер — Джеймс Ейвері, Доріан Хейрвуд, Джим Каммінгс, Таунсенд Коулмен, Вільям Мартін

## Список серій

### Сезон 1
- 1. Черепашачі сліди
- 2. Знайомство зі Шреддером
- 3. Полювання на щурів
- 4. Молодітні гонщики з Виміру Ікс
- 5. Двобій Шреддера і Сплінтера

### Сезон 2
- 6. Повернення Шреддера
- 7. Неймовірне зменшення Черепашок
- 8. Воно з'явилось з каналізації
- 9. Зловісні машини
- 10. Прокляття злого Ока
- 11. Справа про піци-вбивці
- 12. Муха на ім'я Бакстер
- 13. Вторгнення панкуючих жаб
- 14. Зникнення Сплінтера
- 15. Найблискучіший у Нью-Йорку
- 16. Повернення тінейджерів з Виміру Ікс
- 17. Жінка-Кішка з Шостого каналу
- 18. Повернення Технодрому

### Сезон 3
- 19. Під цими вулицями
- 20. Черепашки з залу суду
- 21. Атака 50-футової Ірми
- 22. Малтійський хом'як
- 23. Небесні черепашки
- 24. Старий вимикач
- 25. Блюз Берна
- 26. П'ята черепашка
- 27. Щурячий Король
- 28. Черепашки у центрі Землі
- 29. Помилка Ейпріл
- 30. Атака Біг МАККа
- 31. Меч ніндзя нізвідки
- 32. Двадцять тисяч льє під містом
- 33. Зроби мене лідером
- 34. Чотири мушкетери
- 35. Черепашки всюди черепашки
- 36. Ковабунга, Шредоголовий
- 37. Вторгнення викрадачів черепах
- 38. Камера з жучком
- 39. Зелене чудовисько
- 40. Повернення Мухи
- 41. Кейсі Джонс — герой поза законом
- 42. Мутагенний монстр
- 43. Гіпнотизери з Виміру Ікс
- 44. Піца від Шреда
- 45. Супер Бібоп і могутній Рокстеді
- 46. Обережно, Лотос
- 47. Минуле нагадує про себе
- 48. Шкіроголовий тероризує болото
- 49. День Народження Мікеланджело
- 50. Усагі Йоджимбо
- 51. Справа про круте кімоно
- 52. Усагі, повернись додому
- 53. Металоголовий
- 54. Шкіроголовий знайомиться зі Щурячим Королем
- 55. Черепаха-Термінатор
- 56. Великий Болдіні
- 57. Загублена карта
- 58. Банда у зборі
- 59. Грібікс
- 60. Містер Огг йде до міста
- 61. Шреддервіль
- 62. Бувай, Мухо
- 63. Великий обман
- 64. Технодром пробивається на поверхню Землі
- 65. Вирішальна битва

### Сезон 4
- 66. План 6 з відкритого космосу
- 67. Черепашки у Джунглях
- 68. Мікеланджело у світі іграшок
- 69. Китайські черепахи
- 70. Мама Шреддера
- 71. Чотири Черепашки і дитина
- 72. Черепахоманіяк
- 73. Рондо у Нью-Йорку
- 74. Планета черепах
- 75. Велика сила музики
- 76. Індійське червоне дерево
- 77. Супергерой на один день
- 78. Назад у дитинство
- 79. Повернення гігантської Мухи
- 80. Рафаель розважає народ
- 81. Бібоп і Рокстеді завойовують Всесвіт
- 82. Рафаель зустрічає гідного супротивника
- 83. Слеш — зла черепаха з Виміру Ікс
- 84. Веселий Леонардо
- 85. Люди-щурі з Шостого каналу
- 86. Допоможіть, вони зменшили Мікеланджело!
- 87. Великий наступ Зіппа
- 88. Донателло контролює час
- 89. Прощавай, квітко Лотоса
- 90. Бунтівник без плавників
- 91. Людина-Носоріг
- 92. Мікеланджело зустрічає Людину-жука
- 93. Бідна багата Черепашка
- 94. На що здібний Мікеланджело?
- 95. Історія Виміру Ікс
- 96. Диплом Донателло
- 97. Злочинці брали лише запах!
- 98. Леонардо проти Темпестри
- 99. Викрадення Сплінтера
- 100. Це все через Рафаля
- 101. Поза туманністю Донателло
- 102. Атака комах
- 103. Бунт солдат Ноги
- 104. Неопізнаний літаючий Леонардо

### Сезон 5
- 105. Черепашки і пасхальний заєць
- 106. Одного разу у машині часу
- 107. Мій брат — злочинець
- 108. Мікеланджело знайомиться Мондо Гекко
- 109. Мутагенна людина
- 110. Донателло не щастить
- 111. Мікеланджело знову зустічає Людину-жука
- 112. Ситуація з мусорниками
- 113. Наполеон Бонаквак: Болотний гігант
- 114. Рафаель проти Вулкану
- 115. Повелитель мух
- 116. Поза туманністю Донателло
- 117. Комета Снігової людини
- 118. Невдаха Леонардо
- 119. Піратське радіо
- 120. Рафаель, багатолика черепаха
- 121. Леонардо, черепаха часів відродження
- 122. Зак і вторгнення прибульців
- 123. З поверненням, полярозоїди
- 124. Мікеланджело, священна черепаха
- 125. Планета черепахозоїдів, частина 1
- 126. Планета черепахозоїдів, частина 2

### Сезон 6
- 127. Зникнення Леонардо
- 128. Камінь через усе місто
- 129. Кренгенштейн
- 130. Повернення черепахозоїдів
- 131. Супер Ірма
- 132. Занадто гарячий щоб доторкнутися
- 133. Помста Шріки
- 134. Донаелло проти Слеша
- 135. Меч Юрікави
- 136. Жах у берлозі
- 137. Пригоди на черепашачому засіданні
- 138. Привид каналізації
- 139. Змії живі!
- 140. Поллі хоче піцу
- 141. Містер гарний хлопець
- 142. Слідопит-невдаха

### Сезон 7
- 143. Могутня вежа
- 144. Пригоди у Луврі
- 145. Снігова робота
- 146. Черепашки на параді Марді-Гра
- 147. Мистецтво
- 148. Вогняний перстень
- 149. Звірі атакують Дублін
- 150. Новий меч Шреддера
- 151. Загублена королева Атланти
- 152. Черепашки подорожують Оріент Експресом
- 153. Ейпріл у полоні
- 154. Північне сяйво
- 155. Елементарно, люба черепашко
- 156. Ніч темної черепашки
- 157. Зоряне дитя
- 158. Легенда Коджі
- 159. Каторжники з Виміру Ікс
- 160. Білий пояс, чорна смерть
- 161. Ніч ворогів
- 162. Атака Нейтрино
- 163. Втеча з планети черепахозоїдів
- 164. Помста Мухи
- 165. Пробудження Атланти
- 166. Дірк Севедж: Мисливець на мутантів
- 167. Навала Кренгозоїдів
- 168. Країна війни
- 169. Шреддер тріумфує!

### Сезон 8
- 170. Схопити Шреддера!
- 171. Гнів Короля щурів
- 172. Стан шоку
- 173. Плач О. М. А. Н.А
- 174. О. М. А. Н. А. на вулицях міста
- 175. Поява Кракуса
- 176. Кібер-Черепашки
- 177. Міжвимірна подорож

### Сезон 9
- 178. Невідомий ніндзя
- 179. Дрегг на Землі
- 180. Гнів Медузи
- 181. Нова мутація
- 182. Вирішальний поєдинок
- 183. Перемогти Кроноса будь-якою ціною
- 184. Картер-Шкуродер
- 185. У пошуках долі

### Сезон 10
- 186. Повернення Дрегга
- 187. Початок кінця
- 188. Сила трьох
- 189. Черепаха у слушний час
- 190. Подвійна черепашача сила
- 191. Монстр з Виміру Ікс
- 192. Жахливо-землетрусний день для Землі
- 193. Розділяй та володарюй

## Українське двоголосе закадрове озвучення
Українською мовою мультсеріал озвучено на замовлення телекомпанії «ТЕТ».
- Ролі озвучували: Володимир Терещук, Роман Семисал, Валентина Сова, Олена Бліннікова